# Yarumal (ort)
Yarumal är en ort i Colombia.   Den ligger i departementet Antioquía, i den nordvästra delen av landet, 300 km nordväst om huvudstaden Bogotá. Yarumal ligger 2 276 meter över havet och antalet invånare är 22 368.
Terrängen runt Yarumal är kuperad åt sydväst, men åt nordost är den bergig. Terrängen runt Yarumal sluttar österut. Runt Yarumal är det ganska tätbefolkat, med 52 invånare per kvadratkilometer. Yarumal är det största samhället i trakten. Omgivningarna runt Yarumal är en mosaik av jordbruksmark och naturlig växtlighet.